# Selçuk Hatun
Selçuk Hatun (turco ottomano: سلچوق خاتون, lett. "onesta, di parola"; Merzifon, 1407 – Bursa, 25 ottobre 1485) è stata una principessa ottomana, figlia del sultano Mehmed I e della concubina Kumru Hatun, e sorellastra del sultano Murad II.

## Biografia
Selçuk Hatun nacque nel 1407 a Merzifon, figlia del futuro sultano ottomano Mehmed I (r. 1413-1421) e della concubina Kumru Hatun. Trascorse i primi anni in modo precario, a causa delle guerre civili del primo interregno ottomano, fino a quando suo padre salì al trono e si stabilirono a Edirne. Nel 1421 suo padre morì e sul trono salì Murad II, fratellastro di Selçuk, che la mandò a vivere nel palazzo di Bursa. 
Nel 1425, con l'obiettivo di rafforzare la propria alleanza con il beilicato di Candar, Murad II offrì Selçuk in sposa a Taceddin Ibrahim II di Candar, del quale aveva già sposato la sorella, Hatice Halime Hatun, e di cui avrebbe in seguito sposato la figlia, Hatice Hatun. Selçuk diede al marito tre figli e tre figlie, di cui solo una sopravvisse, e rimase vedova nel 1443. Subito dopo, Murad la risposò con Anadolu Beylerbeyi Karaca Pasha, a cui diede postuma una figlia che morì bambina. Rimase vedova nuovamente nel il 10 novembre 1444, quando il marito morì nella battaglia di Varna. A quel punto, tornò a Bursa e rifiutò di sposarsi una terza volta.
Visse in maniera agiata, sebbene ritirata, per diversi anni, grazie al favore di suo nipote Mehmed II, figlio ed erede di Murad II, che le assegnò le rendite di numerosi villaggi e terreni, dedicandosi principalmente alla beneficenza, ma alla morte di Mehmed nel 1481 Selçuk venne coinvolta nella guerra civile fra i suoi due figli, Bayezid e Cem, entrambi desiderosi di salire al trono. Selçuk si schierò con Cem e svolse un ruolo da ambasciatrice fra lui e Bayezid, ma senza successo. Infine, Cem venne sconfitto e fuggì in Italia, lasciando Bayezid incontrato sultano, e di conseguenza Selçuk fu esiliata a Bursa fino alla morte, avvenuta il 25 marzo 1485. Venne sepolta con suo padre nel Mausoleo verde di Bursa.

## Discendenza
Dal suo primo marito, Selçuk Hatun ebbe tre figli e tre figlie:
- Orhan Bey (c. 1425 - novembre 1429). Sepolto a Kastamonu, nella türbe Sultan Hatun.
- Paşa Melek Hatun (c. 1426 - 1436). Sepolta a Kastamonu, nella türbe Sultan Hatun.
- Emir Yusuf Bey (c. 1427 - settembre 1441). Sepolto a Kastamonu, nella türbe Sultan Hatun.
- Hafsa Hatun (c. 1428 - maggio 1442). Sepolta a Kastamonu, nella türbe Sultan Hatun.
- Hatice Hanzade Hatun (? - 15 dicembre 1502). Unica ad arrivare all'età adulta. Si sposò per la prima volta con Mahmud Çelebi, figlio di Koca Mehmed Pasha, da cui ebbe cinque figlie, Hundi Hatun (che ebbe a sua volta una figlia, Ayşe Hatun), Zeynep Hatun, Fatma Hatun, Hanzade Hatun e Şahzade (o Şahnaz) Hatun, e un figlio, Süleyman Bey. In seguito si risposò con Koçi Bey ed ebbe un figlio, Ahmed Bey. Fu sepolta a Bursa, nella strada Yeni Kaplıçi.
- Ishak Bali Bey (? - ?). Morto bambino. Sepolto a Kastamonu, nella türbe Sultan Hatun.

Dal suo secondo matrimonio, ebbe una figlia:
- Hundi Hatun (1445 - ?). Nata postuma e morta bambina. Sepolta a Kastamonu, nella türbe Sultan Hatun.

## Opere di beneficenza
Selçuk Hatun fu molto attiva nella beneficenza. 
Nel 1450, a Bursa, fece costruire la moschea Selçuk Hatun, che nel 1483 nominò, tramite la creazione di una dotazione benefica, erede di tutte le sue proprietà in cambio di una rendita per i suoi discendenti. La moschea era nota perché serviva gratuitamente da mangiare ai poveri almeno una volta al giorno. Fondò anche un imaret e una madrasa che serviva da mangiare agli studenti delle scuole coraniche e un ponte che collegava Bursa a Karacabey. 
Costruì anche una seconda moschea a Edirne, parte di un progetto di rinnovamento edilizio talmente ampio che Selçuk è spesso citata come una delle principali responsabili dello sviluppo di Edirne nel XV secolo.  

## Cultura popolare
- Nella serie storica turca Mehmed: Fetihler Sultanı (2024), Selçuk è stata interpretata dall'attrice turca Perihan Savaş[14][15].